# Kokunye Kyun
Kokunye Kyun är en ö i Myanmar. Den ligger i den södra delen av landet, 500 km söder om huvudstaden Naypyidaw. Arean är 0,70 kvadratkilometer.
Terrängen på Kokunye Kyun är lite kuperad. Öns högsta punkt är 114 meter över havet. Den sträcker sig 1,2 kilometer i nord-sydlig riktning, och 1,3 kilometer i öst-västlig riktning.